# Provallea, Sverdlovsk
Provallea (în ucraineană Провалля) este localitatea de reședință a comunei Provallea din raionul Sverdlovsk, regiunea Luhansk, Ucraina.

## Demografie
Componența lingvistică a localității Provallea
     Rusă (94,05%)
     Ucraineană (5,71%)
Conform recensământului din 2001, majoritatea populației localității Provallea era vorbitoare de rusă (94,05%), existând în minoritate și vorbitori de ucraineană (5,71%).